# Long Lac
Le Long Lac est un lac fictif dans l'œuvre sur la Terre du Milieu de l'écrivain britannique J. R. R. Tolkien.
Le Long Lac est un lac du Rhovanion. Étroite étendue d'eau sur le cours de la Rivière Courante, le Long Lac est alimenté en outre par la Rivière de la Forêt. Orienté nord-sud, il est situé légèrement au sud d'Erebor et à l'est de la Forêt de Mirkwood. Il est délimité au sud par une chute d'eau de la Rivière Courante.
La cité d'Esgaroth est une ville bâtie sur pilotis, entièrement sur le Long Lac.
Le lac a une grande importance pour la ville :
- sur le plan économique, c'est en effet par la rivière de la Forêt qui s'y jette que les Hommes du Lac commercent avec les Elfes de Mirkwood ;
- sur le plan militaire, cette étendue d'eau est une protection efficace pour la ville, en étant une gigantesque douve naturelle.

C'est par la Rivière de la Forêt que les héros de Bilbo le Hobbit parviennent à Esgaroth, dans des tonneaux servant habituellement au commerce entre les deux peuples. Ils quittent la ville pour la Montagne Solitaire en remontant la Rivière Courante. Sur la rive nord-ouest du Long Lac fut tué le dragon Smaug, en 2941 du Troisième Âge, par l'archer Bard d'Esgaroth.